# Roundup Ready
Roundup Ready é uma semente de soja tolerante a herbicidas, devido à substância glifosato (usado para dessecação pré e pós-plantio) que elimina qualquer tipo de erva daninha. Desenvolvida pela Monsanto nos primórdios da década de 1980, proporcionou lucratividade com menores custos, pois reduz o número de aplicações do herbicida sobre a soja. Também elimina a matocompetição e diminui as impurezas nos grãos colhidos.

## História
Em 1996, sementes geneticamente modificadas de Roundup Ready soja ficaram comercialmente disponíveis, seguida por Roundup Ready milho em 1998.  A patente Roundup Ready soja expirou em 2014.  Existem  Roundup Ready para as culturas de soja, milho, canola, beterraba e alfafa.

## Utilização de herbicidas
De acordo com o professor pesquisador Aluízio Borém, da Universidade Federal de Viçosa, entre os anos de 1999 e 2003 ocorreu, no Rio Grande do Sul, uma redução de 42,3% no uso de herbicidas seletivos com o cultivo da soja transgênica.